# Renault Modus
Renault Modus este un mini MPV proiectat și fabricat de compania franceză Renault în Valladolid, Spania din septembrie 2004. Varianta de serie nu diferă foarte mult de concept. Este considerat o versiune mai înaltă și mai mică a modelului Clio; pe de altă parte Clio III, a preluat platforma tehnică de la micul Modus. Este destinat persoanelor cere doresc modularitatea și vizibiltatea oferită de Renault Scénic dar la o scară mai mică. Aceeași platformă a mai fost folosită și pentru actualul model Nissan Micra (nume de cod K12 → produs din 2002) și pentru Nissan Note.

## Caracteristici
Modus a adus o serie de inovații pentru modelele din clasa lui:

Modelul Renault Modus a fost primul din clasa sa care a obținut maximul de stele la testele de siguranță pentru pasagerii mașinii, efectuat de EuroNCAP; modelul dispunând de 6 airbag-uri dar și Sistemul ISOFIX care oferă posibilitatea prinderii scaunului pentru nou-născuți.

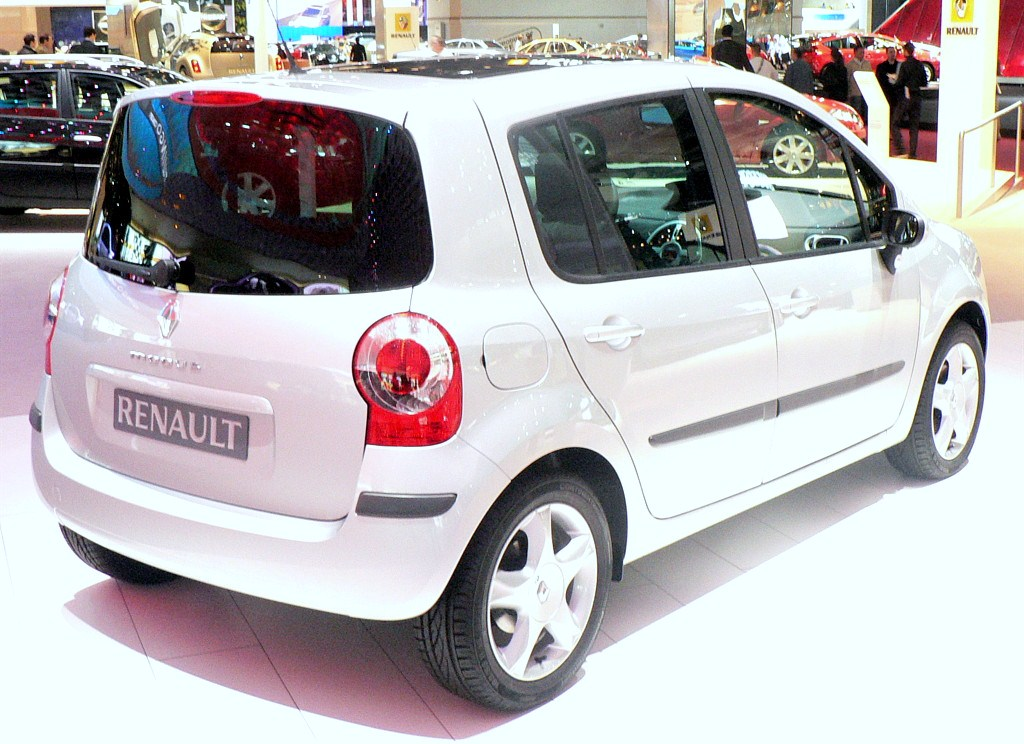
2006 - Modelul Modus la Mondial de l automobile de Paris

Sistemul Triptic de poziționarea independentă al scaunelor spate ce permit reglarea acestora pe înălțime dispunând de patru presetări. Astfel se poate opta pentru confortul pasagerilor poziționând unul din scaune pe un alt nivel decât celelalte sau se poate opta pentru un portbagaj mai mare, reducând însă confortul pasagerilor spate.
Hayonul portbagajului se poate deschide în trei moduri:
- întregul hayon
- partea de sus a hayonului (luneta)
- partea de jos a hayonului

## Motorizări
- 1.2 16v pe benzină cu puteri cuprinse între 65 CP (48 kW) și 74 CP (55 kW)
- 1.4 16v pe benzină cu 97 CP (72 kW)
- 1.5 dCi Common Rail Diesel (cu puteri cuprinse între 85 CP (63 kW) și 106 CP (78 kW)
- 1.6 16v pe benzină cu 111 CP (82 kW)